# کلان‌شهر اصفهان
کلان‌شهر اصفهان و حومه یک منطقه شهری در استان اصفهان است. این منطقه کلانشهری بیش از ۳ میلیون و ۵۰۰ هزار نفر جمعیت دارد. طبق برآوردها، جمعیت کلانشهر اصفهان در سال ۱۴۰۱ به ۴/۹ میلیون نفر رسیده‌است که در امتداد زاینده رود گسترش می‌یابد .این کلانشهر از بعد از منطقه کلانشهری تهران و شیراز سومین منطقه کلانشهری بزرگ کشور است . این منطقه، یک مرکز صنعتی است که صنایع آب‌بر فولاد در آن متمرکز شده‌است. این کلانشهر همچنین محل استقرار مراکز مهم نظامی و هسته‌ای است. 
شهرستان‌های پرجمعیت و مهم کلانشهر اصفهان شامل خمینی‌شهر و نجف‌آباد و فلاورجان و لنجان (زرین‌شهر و فولادشهر) و شهرهای شهرابریشم، خورزوق ، دولت آباد ، شهرضا و مبارکه ، بهارستان ،پیربکران ، باغ بهادران ، برخوار  و دولت آباد هستند.

## شهرها و تقسیمات سیاسی
این کلانشهر در گستره شهرستان‌های اصفهان، خمینی‌شهر، فلاورجان، زرین شهر، فولادشهر، نجف‌آباد، شاهین‌شهر، شهرابریشم ،لنجان و مبارکه به مساحت ۱۵۰۰ کیلومتر مربع قرار دارد.
این کلانشهر از مناطق ۱۵ گانه شهر اصفهان و بیش از ۲۰ شهر مهم از جمله خمینی‌شهر، زرین شهر،شهرابریشم، فولادشهر، نجف‌آباد، شاهین شهر، حبیب آباد، بهارستان، دولت‌آباد، درچه، کوشک، کهریزسنگ، مبارکه، دیزیچه، زیباشهر (مبارکه)، شهر جدید مجلسی، گزبرخوار، باغ‌بهادران، فلاورجان، قهجاورستان، خرزوق، پیربکران، زازران، قهدریجان، کلیشاد و سودرجان، لنجان و صدها روستا تشکیل شده‌است.

## حمل و نقل
متروی اصفهان دارای نقش مهمی در ترابری کلان‌شهر اصفهان است و تا کنون خط ۱ آن بهره برداری شده و خطوط ۲ و ۳ آن نیز در حال راه اندازی است. ۵۰ ایستگاه دوچرخه در کلانشهر اصفهان وجود دارد.

## صنعت
سال ۱۳۹۴ سند راهبردی گردشگری کلانشهر اصفهان رونمایی شد.